# Multivers Marvel
Dins de Marvel Comics, la majoria d'històries tenen lloc dins de l'Univers Marvel fictici, que al seu torn forma part d'un multivers més gran. Començant amb els números de Captain Britain, la continuïtat principal en què tenen lloc la majoria de les històries de Marvel va ser designada Terra-616, i el Multivers es va establir com a protegit per Merlyn. Cada univers té un Captain Britain designat per protegir la seva versió de les illes britàniques. Aquests protectors es coneixen col·lectivament com a Captain Britain Corps. Aquesta notació numèrica va continuar a la sèrie Excalibur i altres títols. Cada univers del Multivers de Marvel també sembla estar defensat per un Sacerdot Suprem gairebé en tot moment, designat per la mística trinitat dels Vishanti per defensar el món contra amenaces de naturalesa principalment màgica.
Més tard, molts escriptors utilitzarien i remodelarien el Multivers en títols com Exiles, X-Men i Ultimate Fantastic Four. Nous universos també sortirien de les històries que involucren personatges que viatgen en el temps com Rachel Summers, Cable i Bishop, ja que les seves accions van fer que els seus temps d'origen fossin futurs alternatius.
El Multivers també té un paper a l'Univers Cinematogràfic de Marvel (MCU), que també es coneix com a Terra-199999 als còmics. El seu concepte es va introduir per primera vegada a Doctor Strange (2016) abans de ser explorat més profundament a la Fase Quatre del MCU, començant per Loki (2021), Spider-Man: No Way Home (2021), Doctor Strange in the Multiverse of Madness (2022), Ant-Man and the Wasp: Quantumania (2023) i la sèrie d'animació What If...? (2021). A més, l'Univers Spider-Man de Sony s'enllaça amb el multivers MCU. Spider-Man: Un nou univers (2018) també està vinculat al seu propi multivers juntament amb dues futures pel·lícules més de la sèrie.

## Concepte
El Multivers és el conjunt d'universos alternatius que comparteixen una jerarquia universal. Una gran varietat d'aquests universos es van originar d'un altre a causa d'una decisió important per part d'un personatge. Alguns poden semblar que tenen lloc en el passat o en el futur a causa de les diferències en com passa el temps a cada univers. Sovint, els nous universos neixen gràcies als viatges en el temps; un altre nom per a aquests nous universos és una "línia temporal alternativa". Earth-616 (Terra-616) és l'univers principal establert on tenen lloc la majoria dels còmics de Marvel.
El multivers Marvel està protegit del desequilibri pel Living Tribunal (Tribunal Vivent), una entitat còsmica humanoide molt poderosa, única per a tot el multivers. Pot actuar per evitar que un univers acumuli més poder que qualsevol dels altres o que alteri l'equilibri còsmic d'alguna manera. Només està supervisat per One-Above-All, una entitat omnipotent que es diu que va crear tot el Multivers Marvel.
Segons la mitologia d'origen, al principi només hi havia un univers, El Primer Firmament, però a causa de les accions dels Celestials que hi existien, va divergir. Aleshores, el Multivers va passar per diverses encarnacions i, finalment, el big-bang va provocar l'existència del Setè Cosmos, on es van originar els herois més coneguts. La setena iteració del Multivers va ser destruïda a conseqüència dels fenòmens coneguts com a incursions i finalment va renéixer com a vuitena gràcies a Reed Richards. Segons ell, el destí final del Multivers és morir en una mort de calor que ho engloba tot.

## Naturalesa del Multivers
No totes les dimensions alternatives són un univers sencer independent, sinó que mantenen una relació parasitària amb una realitat mare. Altres poden existir fora de l'estructura del multivers.

### Universos de butxaca
- Counter-Earth (Heroes Reborn): una dimensió de butxaca on Franklin Richards va dipositar molts dels superherois de la Terra després dels esdeveniments que van envoltar l'aparició d'Onslaught. El Doctor Doom va salvar la Contra-Earth de la dimensió de butxaca inestable i la va col·locar en una òrbita alternativa de la Terra-616 a l'altre costat del Sol.
- The Hill: una dimensió de butxaca perillosa utilitzada per Mikhail Rasputin després d'inundar els túnels morlock. Rasputin va portar tots els morlocks a The Hill per criar-los amb una mentalitat de supervivència del més apte. En aquesta dimensió, el temps corre diverses vegades més ràpid. Mentre que a la Terra-616 només van passar un o dos anys, a The Hill van passar més de deu anys. Marrow i els altres membres de Gene Nation van créixer en aquesta dimensió.
- El Microvers: Originalment, molts microversos existien dins del multivers. El microvers més visitat és el que conté les regions conegudes com a Sub-Atomica i el món natal dels Micronauts.
- El Mojoverse: una dimensió on tots els éssers són addictes als programes de televisió semblants als gladiadors. Governat per Mojo i llar de Spiral, Longshot i els X-Babies.
- La Zona Negativa: majoritàriament deshabitada, és un univers paral·lel al de la Terra amb moltes similituds. Una diferència important és que tota la matèria a la Zona Negativa està carregada negativament. S'hi va crear una presó, la Prison 42, al marge de la legislació dels estats. També és la llar de Blastaar i d'Annihilus.
- Otherplace: també conegut com "Limbo". Una dimensió màgica dels dimonis que històricament va ser governada per Belasco i que apareix principalment als còmics dels X-Men i especialment els dels The New Mutants.
- The Void: una dimensió de butxaca que existeix dins de la bossa de medicaments de Shaman.
- Soulworld: una dimensió de butxaca que existeix dins de la Gemma de l'Ànima que va ser d'Adam Warlock.

### Realitats externes
- Avalon: També conegut com a Otherworld, aquest regne és un punt d'accés a tot el Marvel Multiverse utilitzat pel Captain Britain Corps. A més a més, és la llar dels déus celtes i del rei Artús.
- La dimensió Darkforce: aquesta dimensió també inclou, però no es limita a, Spotworld tal com l'utilitza el supermalvat Spot i la dimensió Brimstone tal com l'utilitza l'X-Man Nightcrawler.
- Limbo: també conegut com a "Llimb veritable" o "Llimb temporal"; fora del temps, històricament governat per Immortus i el lloc on Rom the Space Knight va desterrar els Dire Wraiths.
- The Panoptichron: base d'origen dels Exiles que salten la realitat, estructuralment diferent, però funcionalment similar, a Avalon.

## Definicions
El sistema de classificació de realitats alternatives va ser ideat, en part, per Mark Gruenwald.

### Univers
Un univers és una sola dimensió, com la Terra-616, el corrent principal de l'Univers Marvel.

### Realitat
Una realitat és la col·lecció d'un univers, on existeix una versió del planeta Terra, i les diverses altres dimensions associades a ell, com Asgard, la Dark Dimension o la Negative Zone. Els universos, on existeix un planeta Terra, són infinits, i hi ha (generalment) una versió d'Asgard, una versió de la Dimensió Fosca, una versió de la Zona Negativa, etc., associades a cadascun. Per exemple, éssers com Dormammu i déus com Odin provenen de dimensions separades, però, tanmateix, tots pertanyen a Realitat-616, i altres realitats com el MCU, tenen diferents variants d'aquests personatges.

### Multivers
Un multivers és la col·lecció d'univers alternatius, amb una naturalesa similar i una jerarquia universal. El Multivers Marvel conté l'univers que conté la Realitat-616, la major part dels universos What If ?, així com el gran nombre de Terres alternatives a l'Univers Marvel.

### Megavers
Un Megaverse és una col·lecció de multiversos alternatius, que no necessàriament han de tenir natures similars i jerarquies universals. El terme es va proposar a l'edició del segle XXI del Manual oficial de l'Univers Marvel.

### Omnivers
D'acord amb el Official Handbook of the Marvel Universe: Alternate Universes, i basant-se en la definició original del terme de Mark Gruenwald, l'Omnivers consta de tota la ficció i la realitat combinades, incloses totes les obres que estan fora dels drets d'autor de Marvel i, per tant, també fora del Multivers Marvel. Com a tal, lògicament només hi pot haver un omnivers, ja que tot allò que existeix actualment, existia en el passat, pot existir potencialment en qualsevol moment o pot existir en el futur forma part d'això.

## Universos alternatius coneguts
Com s'ha dit anteriorment, gairebé totes les empremtes, línies temporals i aparicions en altres mitjans tenen el seu propi univers separat. La majoria d'aquests han estat catalogats per Marvel Comics en moltes publicacions, sent el més destacat l'Official Handbook of the Marvel Universe: Alternate Universes. Les designacions numèriques d'aquestes poques vegades es revelen fora d'obres de referència com ara l'Official Handbook of the Marvel Universe: Alternate Universes alternatius. Tanmateix, A.R.M.O.R. i el Project Pegasus semblen tenir un gran coneixement d'altres realitats de Marvel, utilitzant les mateixes designacions; encara no s'ha indicat si es tracta simplement d'una comoditat narrativa en nom dels autors de Marvel o d'una decisió inusual d'aquestes agències d'utilitzar un mètode de catàleg alienígena.
Les designacions numèriques d'aquests universos alternatius han estat confirmades per Marvel Comics al llarg dels anys i compilades al Official Handbook of the Marvel Universe: Alternate Universes de 2005 i a les publicacions de Marvel des del llançament del Hanbook.
Molts números oficials són aleatoris o utilitzen altres números com a base, el millor exemple d'això és Ultimate Marvel. 1610 són els números intercanviats de 616 amb un 0 per diferenciar-lo del 161 ja existent. A més, molts universos també han estat designats amb números pels fans amb diversos mètodes per a la numeració, com la data de naixement d'un important membre del personal de Marvel (l'artista Nelson Ribeiro per a l'Univers Transformers, Earth-91274) o l'ortografia d'un nom amb un telèfon tàctil (Animated Silver Surfer Earth-936652, per deletrejar Zenn-La).
El 2014, durant la publicació de la història "Spider-Verse", l'escriptor Dan Slott va publicar a Twitter que els números que apareixen a les entrades i manuals a projectes wiki no compten, només els que es publiquen dins d'històries "reals". Això va ser en resposta a les preguntes que van plantejar els diferents números d'algunes Terres que apareixien a Spider-Verse, com ara els Spider-Friends de l'Earth-1983 i no la designació creguda de l'Earth-8107. Això ha generat cert debat entre els lectors, ja que alguns creuen que els "Spiders" amb números que no coincideixen amb els "originals" són versions alternatives, o si els números anteriors s'han de descartar completament, tot i ser oficials.
A la sèrie Secret Wars de 2015, un enfrontament amb els Beyonders pel destí de les diferents versions alternatives del Molecule Man (Home Molècula) provoca la destrucció del Multivers, provocant diverses "incursions" quan les Terres s'estavellan i es destrueixen mútuament, l'assalt dels Beyonders culminant amb Doctor Doom robant el poder dels Beyonders restants i reunint l'últim dels universos paral·lels en un únic 'Battleworld'. Doom governa aquesta realitat durant vuit anys fins que els herois i malvats claus del multivers preexistent són descoberts i alliberats pel Doctor Strange, que havia estat actuant com a "xèrif" de Doom fins que el descobriment dels supervivents li va donar una alternativa. En l'assalt final dels herois a la fortalesa de Doom, el Molecule Man, que havia estat la font del poder de Doom, transfereix el poder de Doom a Mister Fantastic quan Doom reconeix que Reed hauria fet un millor treball com a "Déu" que ell. Després d'haver restaurat la Terra-616 (ara Prime Earth (Terra Primordial)) tal com era abans de començar les incursions dels Beyonders, Mister Fantastic marxa per recrear el multivers amb la companyia de la seva família restaurada.

### Llista de terres i universos alternatius
A continuació es mostra una llista breu i no exhaustiva dels universos del multivers Marvel:
| Nom          | Primera aparició                                                                              | Notes |
| ------------ | --------------------------------------------------------------------------------------------- | --- |
| Earth-616    | Motion Picture Funnies Weekly nº 1 (1939)                                                     | - L'escenari principal de l'Univers Marvel. La realitat dels superherois originals de Marvel i la seva continuïtat principal. Les diferències entre universos es descriuen normalment en comparació amb l'Earth-616. - Numerat per primer cop a The Daredevils nº 7 de Marvel UK. - A partir de la història de Secret Wars, va obtenir la designació de Prime Earth (Terra Primordial) i es va conèixer com la vuitena encarnació de l'Univers Marvel. - Durant la Reckoning War, es va descobrir que aquest Univers només és el 10% del que era abans, amb el 90% restant delmat fa eons durant la Primera Guerra i oblidat. - Una realitat alternativa basada en l'Earth-616 actualment no designada, va aparèixer al costat d'una variació del seu Peter Parker / Spider-Man i Mary Jane Watson a la pel·lícula Spider-Man: Un nou univers. - El Marvel Cinematic Universe va ser designat com a Terra-616 per Quentin Beck / Mysterio a la pel·lícula Spider-Man: Far From Home, que després es va revelar que era una mentida per a Peter Parker. - A Doctor Strange in the Multiverse of Madness, Christine Palmer de l'Earth-838 diu a la versió principal del Doctor Strange que la seva Terra també s'anomena Earth-616, encara que no és la mateixa continuïtat que els còmics. |
| Earth-1610   | Ultimate Spider-Man nº 1 (2000)                                                               | - L'univers Ultimate Marvel és la reinvenció de l'Univers Marvel per a l'edat moderna, començant inicialment amb Ultimate Spider-Man i Ultimate X-Men. - Els esdeveniments del videojoc Ultimate Spider-Man van tenir lloc originalment en aquesta realitat fins que posteriorment va ser reconegut i col·locat en una realitat diferent. - Realitat domèstica dels Ultimates (els homòlegs d'aquest univers dels Venjadors) i Miles Morales. - Numerat per primer cop a Marvel Encyclopedia: Fantastic Four. - En aquest món, els mutants són el resultat de les modificacions genètiques fetes per la versió d'aquest món de Weapon X que intentaven produir un supersoldat. |
| Earth-10005  | X-Men (12 de juliol de 2000)                                                                  | - Univers original de la franquícia de pel·lícules X-Men fins als esdeveniments de X-Men: Days of Future Past. - També l'escenari de pel·lícules derivades de Wolverine que consisteixen en X-Men Origins: Wolverine i The Wolverine. |
| Earth-92131  | "Night of the Sentinels" (Part 1) (31 d'octubre de 1992)                                      | - Univers de La Patrulla X (sèrie de televisió) i els seus derivats, els còmics X-Men '92 i Spider-Man: The Animated Series. - Numerat per primer cop al Volum 5 del llibre de tapa dura Official Handbook of the Marvel Universe A-Z. - La pel·lícula de Marvel Cinematic Universe (MCU) Doctor Strange in the Multiverse of Madness presenta una variant alternativa de Charles Xavier / Professor X de la Terra-838, que presenta múltiples semblances visuals i característiques amb el Charles Xavier de la Terra-92131. Quan apareix per primer cop sona la sintonia de la sèrie. |
| Earth-534834 | "And the Sea Shall Give Up Its Dead" (24 de setembre de 1994)                                 | - Designació de realitat per a la part de la sèrie animada del bloc de programació estatunidenca Marvel Action Hour. - Escenari per a Iron Man: The Animated Series, la sèrie de televisió Fantastic Four de 1994 i la sèrie de televisió de 1996, The Incredible Hulk. |
| Earth-26496  | "Survival of the Fittest" (8 de març de 2008)                                                 | - Escenari de la sèrie d'animació The Spectacular Spider-Man. - Creada per Greg Weisman i Victor Cook. - En aquesta continuïtat, Peter Parker assisteix a Midtown High School amb el seu millor amic Harry Osborn, i iteracions adolescents dels seus interessos amorosos Gwen Stacy i Mary Jane Watson. - Número revelat al llibre de tapa dura The Official Handbook of the Marvel Universe A-Z volum 4. - El Peter Parker / Spider-Man d'aquesta realitat apareixerà a la propera pel·lícula Spider-Man: Across the Spider-Verse (2023). |
| Earth-904913 | "Iron, Forged in Fire" (24 d'abril de 2009)                                                   | - Escenari de la sèrie d'animació Iron Man: Armored Adventures, on Tony Stark es converteix en Iron Man quan era adolescent. |
| Earth-12041  | "Great Power and Great Responsibility" (1 d'abril de 2012)                                    | - Univers de les sèries animades que apareixen a Disney XD. - Escenari de Ultimate Spider-Man, Avengers Assemble, Marvel's Guardians of the Galaxy (temporades 1–2), Hulk and the Agents of S.M.A.S.H. i Marvel's Hulk: Where Monsters Dwell. - Número revelat a Secret Wars: Official Guide to The Marvel Universe. |
| Earth-17628  | Introduction! (24 de juliol de 2017)                                                          | - Realitat de Marvel's Guardians of the Galaxy: Mission Breakout (temporada 3), Marvel's Spider-Man i Avengers: Black Panther's Quest (temporada 5 d'Avengers Assemble). |
| Earth-8096   | Wolverine and the X-Men (23 de gener de 2009)                                                 | - Escenografia principal de Wolverine and the X-Men, The Avengers: Earth's Mightiest Heroes, Hulk Vs. i Thor: Tales of Asgard. - Els fans també s'hi refereixen com a "Yostverse", pel creador de Earth's Mightiest Heroes, Christopher Yost. |
| Earth-10022  | Planet Hulk (2 de febrer de 2010)                                                             | - Univers en el qual transcorre la pel·lícula Planet Hulk. |
| Earth-8107   | "Bubble, Bubble, Oil and Trouble" (12 de setembre de 1981)                                    | - Escenari principal de la sèrie d'animació Spider-Man de 1981, la seva sèrie complementària Spider-Man and His Amazing Friends i la sèrie d'animació de 1982 The Incredible Hulk. |
| Earth-634962 | Silver Surfer (episodi 1) (8 de febrer de 1998)                                               | - Escenari principal de la sèrie d'animació de 1998 Silver Surfer. |
| Earth-65     | Edge of Spider-Verse nº 2 (17 de setembre 2014)                                               | - Univers d'origen de Spider-Woman (Gwen Stacy) i Kingpin (Matt Murdock) - En aquesta realitat, Peter Parker era el millor amic de Gwen, que es va injectar amb la fórmula de Curt Connors per convertir-se en el Llangardaix, i més tard va ser assassinat per les conseqüències del sèrum, amb Spider-Woman culpable públicament de la seva mort. - El Capità Amèrica és Samantha Wilson i Falcon és un clon seu anomenat Sam 13. - Primera referència a Excalibur nº 44 (novembre de 1991). - Numerat per primer cop a The Amazing Spider-Man (vol. 3) #9 (gener de 2015). - Una realitat alternativa basada en la Terra-65 apareix a les pel·lícules Spider-Man: Un nou univers i Spider-Man: Across the Spider-Verse, juntament amb variacions de Gwen Stacy / Spider-Woman, el capità George Stacy, Peter Parker / Lizard, les Mary Janes i Matt Murdock / Kingpin. |
| Earth-67     | "The Power of Dr. Octopus" (9 de setembre de 1967)                                            | - Escenari de la sèrie d'animació Spider-Man de 1967. - Versió alternativa representada a l'escena de postcrèdits de Spider-Man: Un nou univers (2018). - Numerat per primer cop al crossover Spider-Verse. |
| Earth-730784 | The Avengers: United They Stand (30 octubre 1999)                                             | - Escenari principal de la sèrie d'animació The Avengers: United They Stand de 1999. |
| Earth-700974 | Fred and Barney Meet the Thing (8 de setembre de 1979)                                        | - Escenari principal de la sèrie d'animació The Thing de 1979. - Aquest programa formava part d'un paquet d'animació juntament amb la sèrie derivada d'Els Picapedra The New Fred and Barney Show. - La sèrie contenia dos segments: un episodi de 30 minuts de The New Fred and Barney Show i dos episodis d'11 minuts de The Thing. - Malgrat el títol del programa, ambdós segments van romandre separats i no es creuaven entre ells. Els personatges de Fred Flintstone, Barney Rubble i Thing només es van presentar junts durant la seqüència del títol inicial i en breus cortinetes entre segments. - Aquesta versió de The Thing és l'única encarnació animada del personatge en que Ben Grimm pot transformar-se a voluntat i l'única encarnació animada en que no és membre dels Quatre Fantàstics. |
| Earth-9907   | A-Next nº 10 (data de portada juliol 1999)                                                    | - Un món alternatiu en el qual el Red Skull va sobreviure a la seva última batalla amb el Capità Amèrica i va portar amb èxit el Tercer Reich a la dominació total del món. Esmentat per primera vegada a A-Next nº 7, es veu completament a A-Next nº 10. |
| Earth-8311   | Marvel Tails Starring Peter Porker, the Spectacular Spider-Ham #1 nº 1 (19 de juliol de 1983) | - Realitat domèstica de Peter Porker i diverses paròdies d'animals parlants i antropomòrfics dels personatges de Marvel. - Numerat per primer cop a Marvel Encyclopedia: Fantastic Four. Tanmateix, a Spider-Verse, es diu que Spider-Ham és de l'Earth-25. - Una realitat alternativa basada en la Terra-8311, no designada actualment, va aparèixer a la pel·lícula Spider-Man: Un nou univers juntament amb una variació de Peter Porker / Spider-Ham. Peter Porker / Spider-Ham de l'Earth-TRN705 va aparèixer més tard al curtmetratge Spider-Ham: Caught in a Ham estrenat el 2019, preqüela de l'anterior. |
| Earth-921    | Avengers nº 343 (data de portada novembre 1991)                                               | - Aquesta Terra va ser la llar de Phillip Javert, que actuava com a Swordsman. |
| Earth-928    | Spider-Man 2099 #1 (1992)                                                                     | - L'Univers Marvel 2099 - Un futur alternatiu de la Terra-616 ambientat el 2099, amb encarnacions futuristes d'herois, enemics i equips de Marvel. - Numerat per primer cop a Marvel Encyclopedia: Fantastic Four. Tanmateix, a l'esdeveniment Spider-Verse (Amazing Spider-Man (vol. 3) nº 14) es diu que Marvel 2099 té lloc en el futur de la Terra-616. - Una realitat alternativa basada en la Terra-928 va aparèixer al costat d'una variació de Miguel O' Hara / Spider-Man 2099 a Spider-Man: Un nou univers, i tornarà a la seva seqüela Spider-Man: Across the Spider-Verse. |
| Earth-982    | What If? (vol. 2) nº 105 (1998)                                                               | - L'escenari del MC2. Realitat d'origen de Spider-Girl, J2, A-Next, Wild Thing, els Fantastic Five i altres fills dels herois i malvats de Marvel. - Ambientat en una versió alternativa de l'Earth-616 a finals de la dècada de 1990. - Numerat per primer cop a Marvel Encyclopedia: Fantastic Four. - Dues versions alternatives de Mayday Parker apareixeran a la futura pel·lícula Spider-Man: Across the Spider-Verse (2023). Una serà representada com la filla infantil de Peter B. Parker i Mary Jane Watson, mentre que una altra versió s'haurà unit a les Spider-Forces de Miguel O' Hara com a Spider-Girl. |
| Earth-2149   | Ultimate Fantastic Four nº 21 (data de portada setembre de 2005)                              | - Realitat de la sèrie original Marvel Zombies, on un brot d'un virus zombi que va venir d'una altra Terra alternativa va convertir tots els seus superherois i superdolents en zombis caníbals i devoradors de carn. - Numerat per primer cop a Alternate Universes 2005. |
| Earth-712    | Avengers nº 85 (8 desembre de 1970)                                                           | - Univers d'origen de l'Esquadron Supreme, un equip de superherois que és un pastitx de la Lliga de la Justícia i altres personatges de DC Comics. - Igual que amb altres mons del Multiverse Marvel, hi ha diverses versions. Els personatges de l'Esquadron existeixen fins i tot dins de l'Earth-616. |
| Earth-58163  | House of M (data de portada agost 2005)                                                       | - Una versió alternativa de la Terra-616 creada per Wanda Maximoff, en què els mutants eren l'espècie dominant en comptes dels humans. |
| Earth-19529  | Spider-Man: Life Story nº 1 (20 de març de 2019)                                              | - Escenari principal de la sèrie limitada de còmics Spider-Man: Life Story, de Chip Zdarsky, Mark Bagley, John Dell i Frank D'Armata. - Una versió alternativa de Terra-616 que ha progressat en temps real des de la concepció de l'Univers Marvel el 1961, i explicada de la perspectiva de Peter Parker a partir del seu debut com a Spider-Man el 1962. |
| Earth-1287   | Strikeforce: Morituri nº 1 (1986)                                                             | - Realitat on un científic anomenat Dr. Kimmo Tuolema el 2072 descobreix un procés que pot proporcionar als humans poders sobrehumans per lluitar contra una devastadora invasió alienígena que va començar el 2069. - Numerada per primer cop a Official Handbook of the Marvel Universe: Alternate Universes 2005. |
| Earth-14123  | Big Hero 6 (7 de novembre de 2014)                                                            | - Escenari principal de la pel·lícula Big Hero 6 de 2014, la sèrie de Disney XD de 2017 Big Hero 6: The Series i la sèrie Disney+ Baymax!. - Una història alternativa amb aquest món té San Fransokyo en comptes de San Francisco. |
| Earth-88194  | Doctor Zero nº 1 (18 de febrer de 1988)                                                       | - L'escenari de Shadowline. Creat per Archie Goodwin sota l'empremta d'Epic Comics com una línia de Marvel Comics on els autors mantenen els drets sobre els seus personatges. - Realitat domèstica de Doctor Zero, Power Line i St. George, i l'origen de Terror Inc. - Numerada per primer cop a Official Handbook of the Marvel Universe: Alternate Universes 2005. |
| Earth-811    | Uncanny X-Men nº 141 (setembre de 1980)                                                       | - L'escenari de Days of Future Past, una versió distòpica del futur proper on els mutants són caçats activament i enviats a camps de concentració. |
| Earth-45828  | Razorline: The First Cut nº 1 (setembre 1993)                                                 | - L'escenari de l'empremta Razorline de Clive Barker, realitat domèstica d'Ectokid, Saint Sinner, Hyperkind i Hokum & Hex. - Numerat per primer cop a Alternate Universes 2005. |
| Earth-148611 | Star Brand nº 1 (22 de juliol de 1986)                                                        | - L'escenari de l'anomenat New Universe (Nou Univers) creat per Jim Shooter, Archie Goodwin, Eliot R. Brown, John Morelli, Mark Gruenwald, Tom DeFalco i Michael Higgins. - Realitat domèstica de DP 7, Psi-Force, Star Brand, Justice, Nightmask, Spitfire and the Troubleshooters, Mark Hazzard i Kickers Inc. - Numerat per primer cop a Alternate Universes 2005. |
| Earth-807128 | Wolverine (vol. 3) nº 66 (18 de juny de 2008)                                                 | L'escenari d'Old Man Logan (el Vell Logan) on els supervillans es van unir i van matar a tots els superherois, i després van dividir el món en els seus territoris respectius. - La pel·lícula Logan està molt inspirada en Old Man Logan, però ambientada en el seu propi univers. |
| Earth-21929  | Old Man Logan nº 1 (27 de maig de 2015)                                                       | - Aquesta Terra és similar a la Terra-807128, però té algunes diferències. - L'Old Man Logan d'aquesta Terra va ser desplaçat a la Terra-616 durant un temps. - Després que l''Old Man Logan matés Red Skull i Hulk, es va produir un buit de poder a Amèrica que va portar al Doctor Doom a fer-se càrrec del territori de Red Skull conegut com The Presidential Quarter. |
| Earth-90214  | Spider-Man Noir nº 1 (17 desembre 2008)                                                       | - L'escenari de Marvel Noir, un univers dels anys 1920 i 1930 que compta amb pocs superhumans que van desenvolupar superpoders. Aquest univers combina elements de film negre i la literatura pulp. - Una realitat alternativa basada en la Terra-90214, no designada actualment, va aparèixer al costat d'una variació de Peter Parker / Spider-Man Noir a la pel·lícula Spider-Man: Un nou univers. |
| Earth-1218   | Marvel Team-Up nº 137 (18 octubre 1983)                                                       | - L'escenari de la nostra realitat, en què els superherois i els superdolents només existeixen com a personatges de ficció als mitjans de comunicació i la cultura popular. |
| Earth-98140  | Alien Legion nº 1 (28 de febrer de 1984)                                                      | - Escenari d'Alien Legion, creada per Carl Potts, Alan Zelenetz i Frank Cirocco. |
| Earth-9997   | Earth X nº 0 (gener 1999)                                                                     | - L'escenari d'Earth X, creada per Alex Ross i Jim Krueger. - Numerat per primer cop a Official Handbook of the Marvel Universe Vol 4 nº 17. |
| Earth-7642   | Superman vs. the Amazing Spider-Man #1 (2 de gener de 1976)                                   | - Creat per Gerry Conway i Ross Andru. - Una realitat on els personatges de Marvel i DC conviuen entre ells. També inclou personatges d'altres franquícies, com Archie, Transformers, WildC.A.T.s, Witchblade i Shi. |
| Earth-93060  | Hardcase nº 1 (data de portada juny de 1993)                                                  | - Escenari principal de l'Ultraverse. |
| Earth-8116   | Epic Illustrated nº 1 (22 de gener de 1980)                                                   | - Escenari de Dreadstar, creat per Jim Starlin. - Numerat per primer cop per l'equip de l'Official Handbook of the Marvel Universe al seu apèndix en línia. |
| Earth-13122  | Lego Marvel Super Heroes (22 October 2013)                                                    | - Marvel Legoverse - Escenari principal dels videojocs Lego Marvel Super Heroes i Lego Marvel Super Heroes 2. |
| Earth-295    | X-Men: Alpha (26 de desembre de 1994)                                                         | - També conegut com Age of Apocalypse (L'Era d'Apocalipsi) - Realitat on Apocalypse ha va conquerir amb èxit Amèrica del Nord, causant caos i destrucció a la major part del món. - Realitat d'origen del personatge Nate Gray (també conegut com a "X-Man"), que és la contrapartida en aquesta realitat de Cable. |
| Earth-311    | Marvel 1602 nº 1 (13 agost 2003)                                                              | - També conegut com a Marvel 1602 i Earth-1602 - Escenari principal de la sèrie limitada 1602 escrita per Neil Gaiman, i les sèries derivades 1602: New World, 1602: Fantastick Four i 1602: Spider-Man - Realitat al marge de la Earth-616, que representa personatges de Marvel de l'Edat de Plata que han aparegut 400 anys abans a Anglaterra |
| Earth-8410   | Machine Man nº 1 (1984)                                                                       | - Realitat ambientada al 2020 de la que provenen Iron Man 2020 (Arno Stark) i Death's Head. - Numerada per primer cop a Official Handbook of the Marvel Universe: Alternate Universes 2005. |
| Earth-4935   | X-Factor nº 67 (1991)                                                                         | - Realitat dominada per Apocalypse on va créixer Nathan Summers després de ser infectat amb el virus tecnoorgànic. - Numerada per primer cop a Official Handbook of the Marvel Universe: Alternate Universes 2005. |
| Earth-721    | Fantastic Four nº 118 (1972)                                                                  | - També anomenada Earth-A - Realitat on Reed Richard es va convertir en The Thing. - Numerada per primer cop a Official Handbook of the Marvel Universe: Alternate Universes 2005. |
| Earth-1298   | Mutant X nº 1 (1998)                                                                          | - Realitat on va a parar l'esperit de Havok. - Numerada per primer cop a Official Handbook of the Marvel Universe: Alternate Universes 2005. |
| Earth-6311   | Fantastic Four nº 19 (1963)                                                                   | - Anomenada també Other-Earth (Altra-terra). - Realitat de la que prové Kang. - Numerada per primer cop a Official Handbook of the Marvel Universe: Alternate Universes 2005. |
| Earth-31916  | Supreme Power nº 1 (2003)                                                                     | - Escenari on tenen lloc les sèries de còmic Supreme Power, Supreme Power: Hyperion, Supreme Power: Nighthawk, Doctor Spectrum, Squadron Supreme vol.2 i 3, Squadron Supreme: Hyperion vs. Nighthawk i Ultimate Power. - Numerada per primer cop a Official Handbook of the Marvel Universe: Alternate Universes 2005. |
| Earth-7484   | Astonishing Tales nº 25 (1974)                                                                | - Escenari principal de les històries originals de Deathlok. - Numerada per primer cop a Official Handbook of the Marvel Universe: Alternate Universes 2005. |
| Earth-691    | Marvel Super-Heroes nº 18 (15 d'octubre de 1968)                                              | - Escenari principal de les històries originals dels Guardians of the Galaxy originals i les de Killraven. - Numerada per primer cop a Official Handbook of the Marvel Universe: Alternate Universes 2005. |
| Earth-61011  | Spider-Man and Friends                                                                        | - Escenari principal de Spider-Man and Friends. |
| Earth-9602   | Amalgam Comics (abril 1996 – juny 1997)                                                       | - Una fusió dels universos Marvel i DC que es va produir durant l'esdeveniment d'encreuament DC vs. Marvel. - Els personatges d'ambdues franquícies es van fusionar per crear-ne de nous (per exemple, Batman de DC Comics i Wolverine de Marvel Comics es converteixen en el personatge d'Amalgam Comics Dark Claw). |